# 秋篠美帆
秋篠 美帆（あきしの みほ、1957年7月18日 - ）は、日本の女優。元宝塚歌劇団花組トップ娘役。
東京都墨田区、山脇学園出身。公称身長162センチ。宝塚歌劇団時代の愛称はマサエ。

## 略歴
- 1978年、64期生として宝塚歌劇団入団。『祭りファンタジー』で初舞台後、星組に配属。
- 1980年、『恋の冒険者たち』で新人公演初ヒロインを務める。
- 1981年、『暁のロンバルディア』でバウホール初ヒロインを務める。
- 1983年、花組へ組替え。花組では同期のひびき美都と並ぶ2番手娘役として活躍。
- 1985年、若葉ひろみ退団による後任としてトップ娘役に就任。
- 1987年、『あの日薔薇一輪』『ザ・レビュースコープ』で男役トップスター高汐巴とともに宝塚退団。
- 退団後は、映画、ドラマ、舞台を中心に活動。近年は宝塚OGの公演を中心に出演している。

## 宝塚歌劇団時代の主な舞台

### 星組時代
- 1980年3月、『恋の冒険者たち』新人公演：オリヴィア（本役：東千晃）／『フェスタ・フェスタ』 ＊新人公演初ヒロイン
- 1980年6月、『虹の橋』（バウ）マルガレーテ
- 1980年8月、『響け!わが歌』新人公演：朝霧（本役：桐生のぼる）／『ファンシー・ゲーム』
- 1981年6月、『暁のロンバルディア』（バウ）アンヌ ＊バウホール初ヒロイン
- 1981年8月、『海鳴りにもののふの詩が』新人公演：花世（本役：桐生のぼる）／『クレッシェンド!』
- 1982年1月、『ミル星人パピーの冒険』新人公演：アン王女（本役：東千晃）／『魅惑 (宝塚歌劇)』 ＊新人公演ヒロイン
- 1982年2月、『忘れじの歌』（バウ）ジェーン ＊バウホールヒロイン
- 1982年4月、『小さな花がひらいた』おこと、新人公演：おゆう（本役：若宮あいの）／『魅惑』（東宝）
- 1982年6月、『エーゲ海のブルース』イヴ、新人公演：ジャクリーヌ（本役：姿晴香）／『ザ・ストーム』 ＊新人公演ヒロイン
- 1982年10月、『心中・恋の大和路』（バウ）千代歳
- 1983年1月、『こぶし咲く春』萩／『ラブ・コネクション』
- 1983年4月、『オルフェウスの窓 -イザーク編-』イングリット、新人公演：ロベルタ（本役：姿晴香） ＊新人公演ヒロイン

### 花組時代
- 1983年8月、『マイ・シャイニング・アワー』（バウ）
- 1983年11月、『アンダーライン』（バウ）ナタリー ＊バウホールヒロイン
- 1984年2月、『琥珀色の雨にぬれて』フランソワーズ・ドゥ・プレール／『ジュテーム (宝塚歌劇)』
- 1984年4月、『朱に恋うる調べ』／『メイフラワー』イザベラ（全国ツアー）
- 1984年8月、『名探偵はひとりぼっち (宝塚歌劇)』キャロライン／『ラ・ラ・フローラ』
- 1984年10月、『オクラホマ!』（バウ）ローリー ＊バウホールヒロイン
- 1985年2月、『名探偵はひとりぼっち』キャロライン／『ラ・ラ・フローラ』（中日）
- 1985年3月、『愛あれば命は永遠に』ポーリーヌ
- 1985年6月、『ジャパン・ファンタジー』／『ドリームズ・オブ・タカラヅカ』（ハワイ公演）

### 花組トップ娘役時代
- 1985年9月、『テンダー・グリーン』メイ／『アンドロジェニー』
- 1986年1月、『微風のマドリガル』マリーア／『メモアール・ド・パリ』
- 1986年6月、『真紅なる海に祈りを』クレオパトラ／『ヒーローズ (宝塚歌劇)』
- 1986年9月、『微風のマドリガル』マリーア／『メモリアール・ド・パリ』（全国ツアー）
- 1987年2月、『遥かなる旅路の果てに』エレーナ・プローゾロワ／『ショー・アップ・ショー』
- 1987年4月、『真紅なる海に祈りを』クレオパトラ／『ヒーローズ』（全国ツアー）
- 1987年8月、『あの日薔薇一輪』ハンナ・デイヴィス／ミレイユ（2役）／『ザ・レビュースコープ』 ＊退団公演
- 1987年10月、『琥珀色の雨にぬれて』シャロン・カザティ／『ヒーローズ』（全国ツアー）

## 宝塚歌劇団退団後の主な活動

### テレビ
- 和宮様御留 （テレビ朝日系、1991年）
- さすらい刑事旅情編III 第13話「整形複顔の女・偽りの完全犯罪」 （テレビ朝日、1991年）
- 暴れん坊将軍IV 第22話「吉宗、熱き心で掟破り!」 （テレビ朝日、1991年） - 白魚のお妙
- 大江戸弁護人・走る! （テレビ朝日、1996年） − お信 役
- 暴れん坊将軍VII 第17話「子連れ刺客」 （テレビ朝日、1997年） - 美代の方
- 関口宏の東京フレンドパークII（TBS系、1998年3月30日）
- いばらの償い（TBS系、2000年）
- 行きずりの街（テレビ朝日系、2000年）
- 火曜サスペンス劇場 浅見光彦スペシャル・貴賓室の怪人（2002年2月5日、日本テレビ） - 浅見和子 役
- 平成教育委員会（フジテレビ系）

### 映画
- 『虹の橋』（1993年）

### 舞台
- 『ベルばらから次郎長へ　勢揃い、清水港　次郎長三國志』（2011年）